# Cudowronka mniejsza
Cudowronka mniejsza (Paradisaea minor) – gatunek średniej wielkości ptaka z rodziny cudowronek (Paradisaeidae). Występuje endemicznie na Nowej Gwinei i kilku sąsiednich wyspach.

## Podgatunki i zasięg występowania
Wyróżnia się następujące podgatunki:
- P. m. finschi A.B. Meyer, 1885 – północna i centralna Nowa Gwinea; Międzynarodowy Komitet Ornitologiczny wlicza tę populację do P. m. minor
- P. m. minor Shaw, 1809 – zachodnia Nowa Gwinea i wyspa Misool (na zachód od Nowej Gwinei)
- P. m. jobiensis Rothschild, 1897 – wyspa Yapen (u wybrzeży północno-zachodniej Nowej Gwinei)

## Morfologia

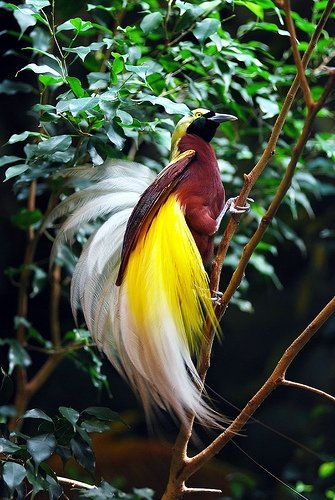
Samiec

Długość ciała bez środkowych sterówek wynosi 32 cm, masa ciała samca 183–300 g, samicy 140–210 g. Dorosły samiec posiada opalizujący, zielony obszar między dziobem a oczami, czoło, pokrywy uszne, gardło i brodę. Reszta głowy jasnożółta. Zgięcie skrzydeł również żółte. Wierzch ciała i sterówki brązowe. Dwie środkowe sterówki wydłużone, brązowe, promienie nie są ze sobą połączone na całej długości pióra. Samica jest nieco mniejsza, z ciemnobrązową głową i jasnobrązową pozostałą częścią grzbietu. Spód ciała jasnobiały. Tęczówki żółte.

## Ekologia i zachowanie
Środowisko
Zamieszkuje nizinne lasy, lasy na bagnach, również sztucznie zasadzone. Występuje do wysokości 1550 metrów n.p.m.
Zachowanie
Żywi się głównie owocami i stawonogami. Żywi się zwykle w roślinności, rzadko schodząc na ziemię. W trakcie sezonu lęgowego mogą zajść walki między samcami. W trakcie kopulacji na gałęzi siedzą niegniazdujące samce, by chronić parę przed drapieżnikami.
Lęgi
Okres lęgowy trwa od lipca do lutego. Gniazdo buduje samica z gałązek, liści, winorośli i korzonków. Wyściółkę stanowią czarne łodygi i korzenie. W lęgu jedno lub dwa jaja, różowawe z ciemnymi wzorkami. Inkubacja trwa 18–20 dni. Pisklęta są w pełni opierzone po 18–19 dniach od wyklucia. Jedynie samica zajmuje się jajami i pisklętami.

## Status
Międzynarodowa Unia Ochrony Przyrody (IUCN) uznaje cudowronkę mniejszą za gatunek najmniejszej troski (LC – least concern) nieprzerwanie od 1988 roku. Liczebność populacji nie została oszacowana, ale ptak ten opisywany jest jako pospolity i szeroko rozpowszechniony. Trend liczebności populacji uznawany jest za spadkowy.